# Dororo
Dororo (яп. どろろ) — японська манґа, написана та проілюстрована художником Тедзукою Осаму. Дитячий спогад Тезуки про те, як його друзі вимовляли слово «злодій» (яп. どろぼう,, «доробо:») як «дороро», надихнув на назву серії. Спочатку Dororo публікувалася в журналі Weekly Shonen Sunday видавництва Shogakukan між серпнем 1967 року та липнем 1968 року, після чого була скасована. Потім манґа була завершена в журналі Bōken Ō видавництва Akita Shoten у 1969 році.
26-серійна аніме-адаптація, створена студією Mushi Productions, вийшла в ефір у 1969 році. Аніме має унікально тим, що є першим записом у World Masterpiece Theater (укр. Кінотеатр світових шедеврів) (тоді він називався Calpis Comic Theatre). У 2007 році на основі Dororo був знятий ігровий фільм. Друга 24-серійна аніме-адаптація від студій MAPPA та Tezuka Productions транслювалася з січня по червень 2019 року.

## Сюжет
Дія Dororo відбувається в період Сенґоку, у центрі сюжету ронін на ім'я Хяккімару (яп. 百鬼丸) та юний злодій-сирота на ім'я Дороро (яп. どろろ). Ронін народився з серйозними вадами розвитку: без кінцівок, без рис обличчя (носу, вух, очей) та без внутрішніх органів. Це результат того, що його рідний батько, даймьо Дайґо Каґеміцу, уклав угоду із 48 запечатаними демонами, заради безпечного правління та процвітання його земель. Натомість даймьо дозволив демонам забрати в себе все, що вони побажають. Ця угода дозволила їм вільно кочувати та чинити звірства у країні.
Після того, як мати головного героя, Нуї но Ката, була змушена залишити його в порожньому човні в річці, щоб син не був убитий своїм батьком, немовля згодом знайшов і виховав Дзюкай, знахар та колишній військовий, який, використавши цілющу магію та алхімію, зробив дитині штучні протези з останків загиблих на війні дітей. Завдяки цим протезам і цілющій магії хлопець став майже невразливим для багатьох смертельних ударів та поранень. Також у його ліву руку Дзюкай прищепив особливе лезо, вважаючи, що воно має належати хлопцю, оскільки відтоді, як хлопчика виявили, на лікаря нападали гобліни. Як показано в короткій історії про походження леза, воно було викувано з помсти, щоб вбивати гоблінів, а також інших надприродних істот. Також Дзюкай навчив вихованця кендзюцу (японському фехтуванню).
Після того, як сенсей був змушений відправити хлопця в дорогу, оскільки він приваблював демонів, юнак дізнався від примарного голосу про прокляття, накладене на нього при народженні, і що, вбивши відповідних демонів, він зможе повернути вкрадені частини свого тіла і таким чином відновити свою людяність. Під час своїх подорожей він отримав ім'я «Хяккімару» (яп. 百鬼丸) за свою нелюдську сутність. Під час одного такого полювання на демона Хяккімару наткнувся та врятував молодого злодія-сироту на ім'я Дороро, який згодом почав мандрувати з роніном по зруйнованій війною країні. Коли Хяккімару зустрів Дороро, він уже вбив 15 демонів.
Під час їхньої подорожі Хяккімару вбив ще шість демонів, збільшивши загальну кількість до 21. По дорозі ронін дізнається, що Дороро приховував велику таємницю. Батько Дороро, бандит Хібукуро, сховав великі гроші, накопичені під час своїх набігів, на мисі Кістяний, щоб пізніше роздати їх людям, яких пограбували самураї. Але потім Ітаті, інший бандит, зрадив Хібукуро і став на бік влади, покалічивши свого колишнього лідера. Хібукуро втік, шкутильгаючи ногами, разом із дружиною та маленькою дитиною. Пізніше він гине, намагаючись дозволити своїй родині втекти. Побоюючись, що вона теж помре, Одзія, мати Дороро, помолилася Будді і своєю кров'ю накреслила карту на спині свого сина, яка приведе його до мису Кістяного. Через три дні вона замерзла на смерть.
Ітаті викрав Дороро і використав карту на його спині, щоб дістатися до Кістяного мису. Таємничий човняр переправив їх до мису, але з ним були дві акули-демони. Одна з акул з'їла половину бандитів Ітаті та залишилася сторожити тих, що вижили, а інша пішла з човняром. Однак Дороро і бандитам вдалося вбити акулу. Коли човняр і друга акула повернулися, Дороро зміг їх розділити. Потім прибув Хяккімару та поранив чудовисько в одне з її очей, але вона втекла. Вони взяли човняра в полон, а потім уся група висадилася на мисі Кістяний.
Човняр сказав спраглим бандитам про джерело неподалік від їхнього табору, і вони пішли пити, залишивши Ітаті, Дороро, човняра та Хяккімару. Пізніше Дороро знайшов їхні трупи та кров, що веде до напівсліпої акули. Хяккімару вбив акулу та човняра та відновив свій дар речі. Ітаті пішов шукати гроші, але знайшов лише лист від Хібукуро, в якому говорилося, що він сховав їх десь в іншому місці. Разом з цим, до острова прибув урядовий магістрат з загоном солдатів під виглядом охоти на бандитів, але насправді за скарбом. Хяккімару, Дороро та Ітаті вбивають їх, але останній також вмирає. Головні герої продовжили свою подорож.
Через деякий час Хяккімару дізнається, що його батько, Дайґо Каґеміцу, має договір з 48 демонами, і збирається убити його. На землі клану Дайґо справи йшли погано, а громадяни були змушені побудувати фортифікаційні споруди. Раби планували повстання, але один із рабів розповів Каґеміцу про їхні плани, і тому той був готовий. Його лучники застрелили багатьох рабів, а решта сховалися в тунелі, побудувані під фортецею.
Хяккімару залишив свого супутника і побіг у фортецю, а Дороро приєднався до рабів у засідці, але солдати Дайґо зловили дитину. Щоб довести свою відданість, Каґеміцу сказав Хяккімару вбити Дороро. Юнак поводився так, ніби збирався вбити Дороро, але розвернувся і кинув свій меч у темряву, завдавши удару фізичному прояву 48 демонів, однак деяким з них вдалося втекти. Раби кинулися через тунель і напали на солдатів Дайґо. Каґеміцу, ослаблий через убитих демонів, втік зі своєю дружиною Нуї.
Повернувши собі очі, Хяккімару зрозумів, що Дороро — дівчинка, хоча Дороро відкидає цю думку та називає себе хлопчиком, незважаючи на наполягання Хяккімару поводитися більш жіночно. Частково це пов'язано з тим, що батьки виховували Дороро як хлопчика, щоб вона була жорсткою. Хяккімару також хотів, щоб Дороро боролася з фермерами проти тих, хто при владі, тому що її батько також був фермером. Ронін віддав свій меч Дороро, якого «він» бажав протягом усієї серії. Хяккімару вирішив продовжити свою подорож наодинці, погодившись знову зустрітися з Дороро, коли тіло його буде цілим. Він розлучився з Дороро, яка довго плакала. Лише через 20 років останній із 48 демонів був убитий.

## Персонажі
Хяккімару (яп. 百鬼丸)
Сейю: Надзава Наті (1969), Судзукі Хірокі (2019), Суґіта Томокадзу (відеогра)
Хяккімару — ронін-підліток періоду Сенґоку та старший син лорда Дайґо Кагеміцу та леді Нуї но Ката. Завдяки угоді, укладеній його батьком із 48 демонами, дитина без імені народилася з вадами розвитку, без кінцівок, без рис обличчя та без внутрішніх органів. Немовля було залишено в човні на річці, а згодом його знайшов і виховав доктор Дзюкай, який дав німій дитині протези, включно зі спеціальними лезами, викуваних із бажання помсти, щоб вбивати надприродних істот та повернути своє справжнє людське тіло. Хлопець став майже непереможним завдяки протезам та отримав загострене відчуття, відновивши кожну частину свого тіла. Під час своїх подорожей він отримав ім'я «Хяккімару» за свою нелюдську природу. Під час мандрів він зустрів Дороро, «хлопчика»-сироту, з яким він потоваришував і з яким подорожує, щоб досягти своєї мети і по праву стати цілим.
Дороро (яп. どろろ)
Сейю: Мацусіма Мінорі (1969), Судзукі Ріо (2019), Отані Ікуе (відеогра)
Дороро — злодій-сирота, який приєднується до Хяккімару в його подорожах і пригодах. Більшу частину серіалу глядач змушений вірити, що Дороро — хлопчик. В оригінальній манзі та аніме-адаптації 1969 року Хяккімару дізнається, що Дороро — дівчинка; причому остання лякається від цього (в аніме 2019 року це розкривається ще на початку, хоча ронін не звертає на це уваги; через його душевний зір сумнівно, що він знає, що таке стать). Єдиною жінкою в роки становлення Дороро була її мати Одзія, тож вона виховувалася батьками як хлопчик, і тому перейняла чоловічий стиль мови (грубий і різкий) і ходу бандитів навколо неї. Батько Дороро, Хібукуро, був поранений чиновником-самураєм (в аніме 2019 року його зрадив другий командир бандитів, Ітаті), та пізніше помер. Мати Дороро, Одзія, замерзла на смерть під час втечі по снігу (в аніме 2019 року вона помирає від голоду), але перед смертю вона намалювала карту на спині Дороро, щоб знайти гроші, заховані «його» батьком-розбійником на мисі Кістяному. Це татуювання з'являється лише тоді, коли її спина зігріта. Дівчинка дізнається про це під час купання. В епілозі аніме 2019 року Дороро возз'єднується з повністю людяним Хяккімару як чарівна молода жінка в одязі, схожому на ту, що носила її померла мати.
Дайґо Каґеміцу (яп. 醍醐景光,, Дайґо Каґеміцу)
Сейю: Ная Ґоро (1969), Утіда Наоя (2019), Оцука Акіо (відеогра)
Батько Хяккімару і Тахомару та самурай періоду Муроматі, лорд Ісікави та васал губернатора провінції Каґа. З жадібності до влади він уклав угоду з 48 демонами, за якою кожен з них міг отримати частину тіла його новонародженої дитини. У аніме 2019 року його мотиви змінені: він уклав угоду з 12 демонами заради процвітання своєї землі через відчай, оскільки вона страждала від голоду, епідемій, посух і катастроф, хоча Дайґо зберігає свої амбітні та холодні риси.
Дайґо Тахомару (яп. 多宝丸,, Дайґо Тахомару)
Сейю: Накамура Сюсей (1969), Тіба Сьоя (2019), Кусао Такесі (відеогра)
Молодший брат Хяккімару та другий син Дайґо Кагеміцу. Народився після того, як кинули Хяккімару. У манзі він помирає в тій ж самій главі, в якій і з'явився, але у аніме 2019 року його роль розширена. Тахомару представлений як молодий чоловік, який піклується про землі свого батька. Спочатку він ненавидить гріхи, вчинені його старшому братові, але швидко дізнається, що процвітання земель залежить від страждань Хяккімару. У першій дуелі Хяккімару втікає, розрізавши праве око брату (можливо, ненавмисно). Після цієї битви Тахомару стає все більш емоційно нестабільним і невпинно тренується, щоб пристосуватися до відсутності ока та перемогти старшого брата.
Дзюкай (яп. 寿海)
Сейю: Тамура Кінто (1969), Оцука Акіо (2019), Кобаясі Кійосі (відеогра)
Вмілий лікар та хірург, колишній військовий, який використовував лікувальну магію та алхімію, щоб створити протези для дитини, пізніше названої «Хяккімару». Також навчив хлопця фехтуванню. У аніме 1969 його ім'я змінено на «Джуко» (яп. 寿光).
Біва-хосі (яп. 琵琶法師)
Сейю: Такеґуті Дзюмпей (1969), Сасакі Муцумі (2019)
Безіменний сліпий мандрівний чернець та біва-хосі (мандрівний музикант). Він чудовий фехтувальник, який носить меч у своїй біві. У аніме 2019 року його звуть Бівамару, і він є оповідачем.
Міо (яп. 未央)
Сейю: Муто Рейко (1969), Мідзукі Нана (2019), Макісіма Юкі (відеогра)
Перше кохання Хяккімару, красива молода дівчина, яка піклувалася про дітей-сиріт, випрошуючи їжу у солдатів. У манзі та аніме 1969 року вона померла до початку дії, тому її можна побачити лише у спогадах, але в аніме 2019 року вона з'являється в сьогоденні та зустрічає Хяккімару невдовзі після того, як той повертає свій слух. Вона багато співає, і її голос — єдине, що хлопець може терпіти, поки не звикне до всіх інших звуків. Вона отримує їжу та гроші, займаючись проституцією для двох армій. Дороро дізнається про це, простеживши за нею однієї ночі. Розвідники Каґеміцу знаходять її, яка входить і виходить з табору ворога, і вважають, що вона шпигунка. Міо гине, захищаючи інших дітей від набігу самураїв Дайґо. Хяккімару був не в змозі захистити їх, тому що повертався після вбивства демона.
Ітаті (яп. イタチ)
Сейю: Окабе Масаакі (1969), Сато Сецудзі (2019)
Другий командир загону бандитів, який зрадив батька Дороро Хібукуро і став на бік влади. Пізніше він викрав Дороро заради карти, щоб знайти гроші, заховані Хібукуро. Він був приблизно на день позаду Одзії та Дороро, коли вона перша померла в полі червоних лілій. Він знайшов її неглибоку могилу і розкопав, щоб дістатися до татуювання на спині жінки. Зрештою він був зраджений та використаний як приманка своїм володарем, і нарешті приймає те, що завжди казав Хібукуро: дворянам байдуже до них. Він і кілька інших самураїв виживають і повертаються до життя розбійників, шукаючи Дороро та скарби.
Нота (яп. ノタ)
Цуценя в капелюсі, яке подорожує з Хяккімару. Вперше з'явився в аніме 1969 року. Епізодично з'являється в першому епізоді аніме 2019 року.

## Медіа

### Манґа
Dororo почала публікуватися в журналі Weekly Shonen Sunday між 27 серпня 1967 року та 22 липня 1968 року, а потім була скасована. Паралельно з трансляцією аніме, манґа була перенесена в журнал Bōken Ō видавництва Akita Shoten, де публікувалася з травня по жовтень 1969 року. Akita Shoten опублікувала манґу в чотирьох томах (танкобонах) між 12 серпня 1971 року та 20 травня 1972 року. Як частину повного видання Manga Osamu Tezuka Complete Works, Коданся зібрала манґу в чотири томи, опубліковані між 12 березня та 12 червня 1981. Пізніше Akita Shoten перевидала твір в тритомне розкішне видання між 23 серпня та 18 жовтня 1990 року та ще одне тритомне видання у форматі бункобон під імпринтом Akita Bunko 28 березня 1994 року. 11 листопада 2009 року Коданся опублікувала серію у двотомному виданні.
У 2008 році компанія Vertical Inc. випустила англійський переклад Dororo в трьох томах, опублікованих з 29 квітня до 26 серпня того ж року. У 2009 році він отримав премію Айснера в номінації «Найкраще американське видання міжнародного матеріалу — Японія». 20 березня 2012 року Vertical повторно опублікувала манґу в одному томі.
2 листопада 2012 року було опубліковано ван-шот-кросовер, в якому зображені Дороро та Емма з манґи Dororon Enma-kun. У 2013 році ван-шот був розширений до повноцінної серії.
З 2018 по 2020 роки у журналі TezuComi видавництва Micro Magazine публікувалося манґа-переосмислення Dororo під назвою Search and Destroy, проілюстрована Канеко Ацусі. Дія цієї манґи відбувається у футуристичному апокаліптичному світі, а у головних героїв змінена стать. Її розділи зібрано в три томи.
Ремейк манґи, проілюстрований Сікі Сатосі, під назвою The Legend of Dororo and Hyakkimaru (яп. どろろと百鬼丸伝,, Дороро то Хяккімару-ден, Легенда про Дороро та Хяккімару) почав публікуватися в журналі Champion Red видавництва Akita Shoten 19 жовтня 2018 року.

### Ранобе
Ранобе (легка новела), написане Цудзі Масакі та проілюстроване Кітано Хідекі, було опубліковано видавництвом Asahi Sonorama у вересні 1978 року; пізніше воно було перевидане в січні 2007 року. Тритомна серія, написана Торіумі Дзіндзо, була опублікована видавництвом Gakken Plus у 2001 році: Hyakkimaru Tanjō (яп. 百鬼丸誕生,, «Народження Хяккімару») вийшов у липні; Yōtō Ranbu (яп. 妖刀乱舞,, «Танець демонічного меча») вийшов у вересні; і Hōkai Dai Majō (яп. 崩壊大魔城,, «Падіння Великого замку демонів») був випущений в листопаді. Двотомна новелізація ігрового фільму, написана Накамурою Масару, була випущена у газеті Асахі Сімбун 7 грудня 2006 року.

### Фільм
Ігровий фільм режисера Сіоти Акіхіко вийшов на екрани 15 березня 2007 року у Гонконзі.

### Аніме
Перший аніме-серіал, знятий студією Mushi Production, транслювався на Fuji TV з 6 квітня по 28 вересня 1969 року, усього вийшло 26 серій. Режисером виступив Суґії Ґісабуроу, а композитором — Томіта Ісао. На відміну від манґи, аніме має переконливу кінцівку. У 2008 році Anime Sols розпочали краудфандинговий проєкт офіційної трансляції аніме. Фінансування першої половини шоу виявилося успішним, тож воно продовжилось і на другу половину. Однак пізніше Anime Sols відмовилися від цієї ідеї, а Discotek Media взялися за проект і випустили його на DVD у 2016 році, включаючи кольорову версію.
У березні 2018 року було оголошено про другу 24-серійну аніме-адаптацію від студій MAPPA та Tezuka Productions. Серіал транслювавсяив Японії з 7 січня по 24 червня 2019 року на Tokyo MX, BS11 та Jidaigeki Senmon Channel, а також по всьому світу на Amazon Prime Video. Режисером виступив Фурухасі Кадзухіро, сценаристом — Кобаясі Ясуко, дизайнером — Іватакі Сатосі, а композитором — Йосіхіро Айк. Продюсером виступила компанія Twin Engine. Першу початкову тему «Kaen» (яп. 火炎) виконує Ziyoou-vachi, а першу завершальну тему «Sayonara Gokko» (яп. さよならごっこ) — Amazarashi. Другу початкову тему «Dororo» (яп. どろろ) виконує Asian Kung-Fu Generation, а другу завершальну тему «Yamiyo» (яп. 闇夜) — Eve. 31 березня 2021 року було оголошено, що компанія Sentai Filmworks отримала ліцензію на випуск аніме для домашнього відео та створить англійський дубляж аніме.

### Відеогра
Розробник Sega створив відеогру на основі Dororo для консолі PlayStation 2 у 2004 році. Вона була випущена в США та Європі під назвою Blood Will Tell.

## Критика
Карло Сантос з Anime News Network дав манзі оцінку B-. Серед переваг рецензент зазначив вдале поєднання жанру жахів, історичного фентезі та «хлоп'ячих» пригод, додавши що Dororo заклала основи для сьогоднішнього жанру сьонен. Іншими плюсами Сантос назвав атмосферу з японським фольклором, дизайн персонажів, яскраві та витончені бойові сцени, окремо похваливши стиль малювання Тедзуки, а також наявні особисті людські трагедії та соціальну проблематику. Серед недоліків були зазначені проста та передбачувана сюжетна формула боротьби з чудовиськами, а також коротка посередня «антикульмінаційна» кінцівка з «філлерними» главами, які передують їй: «кінцівка більше нагадує середину, тоді як середина містить справді чудову кінцівку». Окремо рецензент сказав, що головні герої нічим особливим не виділяються, особливо серед інших персонажів Тедзуки, при цьому додавши, що, всупереч назві, «справжнім» головним героєм є не Дороро, а Хяккімару.

## Нотатки
1. ↑  Між манґою, обома аніме-екранізаціями та фільмом існують значні розбіжності у сюжеті, хоча основа залишається незмінною. У цьому розділі був переказаний сюжет саме манґи.